# Margaretha Sigfridsson
Lilli Margaretha Sigfridsson (Sveg, 28 januari 1976) is een Zweedse curlingspeelster.

## Biografie
Sigfridsson debuteerde in de Zweedse nationale ploeg tijdens het wereldkampioenschap van 2002. Als skip leidde ze haar land naar een zilveren medaille. In totaal won Sigfridsson reeds vier medailles op het WK, telkens zilver. Op het Europees kampioenschap won ze wel reeds twee titels, in 2010 en 2013. In 2014 haalde ze de finale van het olympisch curlingtoernooi, die ook verloren ging.